# 비바 미디어
비바 미디어(Viva Media)는 미국 뉴욕주 뉴욕 시에 있는 가족용 오락 및 교육용 소프트웨어 제조 회사로, 1998년 설립되었다. PC와 Wii에서 구동되는 백개 이상의 비디오 게임을 만들어 왔다.